# 海綿稀棘䲁
海綿稀棘䲁（學名：Meiacanthus crinitus），為輻鰭魚綱鳚形目䲁科稀棘䲁屬的一種，分布於中西太平洋印尼海域，深度0至20公尺，本魚體延長，稍側扁，頭頂無冠膜，無鬚，下頜兩側有犬齒具有毒腺，從頭到尾有三條寬黑色條紋，尾基部和尾鰭上有黑色斑點，頭部為黃色，身體為白色，胸鰭基部有白邊黑斑，體長可達10公分，棲息在沿岸淺水域，通常躲藏在海綿，雌魚產附著性卵，雄魚有護卵行為，生活習性不明，可做為觀賞魚。